# Wercklea intermedia
Wercklea intermedia är en malvaväxtart som beskrevs av P.A. Fryxell. Wercklea intermedia ingår i släktet Wercklea och familjen malvaväxter. Inga underarter finns listade i Catalogue of Life.